# MAPK10
MAPK10 (англ. Mitogen-activated protein kinase 10) – білок, який кодується однойменним геном, розташованим у людей на короткому плечі 4-ї хромосоми.  Довжина поліпептидного ланцюга білка становить 464 амінокислот, а молекулярна маса — 52 585.
| 10         |  | 20         |  | 30         |  | 40         |  | 50         |
| ---------- |  | ---------- |  | ---------- |  | ---------- |  | ---------- |
| MSLHFLYYCS |  | EPTLDVKIAF |  | CQGFDKQVDV |  | SYIAKHYNMS |  | KSKVDNQFYS |
| VEVGDSTFTV |  | LKRYQNLKPI |  | GSGAQGIVCA |  | AYDAVLDRNV |  | AIKKLSRPFQ |
| NQTHAKRAYR |  | ELVLMKCVNH |  | KNIISLLNVF |  | TPQKTLEEFQ |  | DVYLVMELMD |
| ANLCQVIQME |  | LDHERMSYLL |  | YQMLCGIKHL |  | HSAGIIHRDL |  | KPSNIVVKSD |
| CTLKILDFGL |  | ARTAGTSFMM |  | TPYVVTRYYR |  | APEVILGMGY |  | KENVDIWSVG |
| CIMGEMVRHK |  | ILFPGRDYID |  | QWNKVIEQLG |  | TPCPEFMKKL |  | QPTVRNYVEN |
| RPKYAGLTFP |  | KLFPDSLFPA |  | DSEHNKLKAS |  | QARDLLSKML |  | VIDPAKRISV |
| DDALQHPYIN |  | VWYDPAEVEA |  | PPPQIYDKQL |  | DEREHTIEEW |  | KELIYKEVMN |
| SEEKTKNGVV |  | KGQPSPSGAA |  | VNSSESLPPS |  | SSVNDISSMS |  | TDQTLASDTD |
| SSLEASAGPL |  | GCCR       |  |            |  |            |  |            |

A: Аланін

C: Цистеїн

D: Аспарагінова кислота

E: Глутамінова кислота

F: Фенілаланін

G: Гліцин

H: Гістидин

I: Ізолейцин

K: Лізин

L: Лейцин

M: Метіонін

N: Аспарагін

P: Пролін

Q: Глутамін

R: Аргінін

S: Серин

T: Треонін

V: Валін

W: Триптофан

Кодований геном білок за функціями належить до трансфераз, кіназ, серин/треонінових протеїнкіназ, фосфопротеїнів. 
Задіяний у таких біологічних процесах як біологічні ритми, альтернативний сплайсинг. 
Білок має сайт для зв'язування з АТФ, нуклеотидами. 
Локалізований у цитоплазмі, ядрі, мембрані, мітохондрії.